# Hercules Inlet
Hercules Inlet är en vik i Antarktis. Den ligger i Västantarktis. Chile och Storbritannien gör anspråk på området.